# Vicente Guillot
Vicente Guillot Fabián (Aldaia, 15 luglio 1941) è un ex calciatore spagnolo, di ruolo attaccante. Campione d'Europa con la nazionale spagnola nel 1964.

## Carriera

### Club
Dopo aver trascorso due anni nel Mestalla, filiale del Valencia, venne integrato nella prima squadra valenciana per una tournée in diversi Stati europei. L'ottimo rendimento in quelle amichevoli gli diede la possibilità di debuttare ufficialmente nella squadra ufficiale.
Nelle sue otto stagioni a Valencia, fu un autentico idolo, dividendo i tifosi in due grandi fazioni, i waldistas, che preferivano l'attaccante brasiliano Waldo Machado, ed i suoi tifosi, conosciuti come guillotistas. I due attaccanti avevano qualità tali da formare una coppia letale per gli avversari.
Durante la sua permanenza vinse una Coppa del Re e due Coppe delle Fiere, nel 1961-1962 e nel 1962-1963. L'arrivo di Alfredo Di Stéfano alla guida del club pose fino al dominio del due attaccanti e si trasferì all'Elche.

### Nazionale
Giocò 6 partite con la nazionale di calcio spagnola, segnando 4 reti. Debuttò il 1º novembre 1962 in Spagna-Romania 6-0, gara in cui realizzò una tripletta. Il quarto gol lo segnò un mese più tardi, il 2 dicembre nel pareggio 1-1 contro il Belgio. Nel 1964 vinse il Campionato europeo di calcio. Concluse la carriera in nazionale il 5 maggio 1965 in Irlanda del Nord-Spagna 1-0.

## Palmarès

### Club

#### Competizioni nazionali
- Coppa di Spagna: 1

Valencia: 1966-1967

#### Competizioni internazionali
- Coppa delle Fiere: 2

Valencia: 1961-1962, 1962-1963

### Nazionale
- Campionato d'Europa: 1

1964